# آلية هيغز
في فيزياء الجسيمات، آلية هيجز (بالإنجليزية: Higgs mechanism) هي العملية التي تعطي كتلة للجسيمات الأولية، حيث تكتسب الجسيمات كتلة بتآثرها مع حقل هيغز المتخلل كامل الفضاء. بدقة أكثر، تمنح آلية هيجز كتلة للبوزونات المقياسية في نظرية المقياس من خلال امتصاص بوزونات نامبو-جولدستون الناتجة في كسر التناظر التلقائي.

## الفكرة الأولى
تتكون الجسيمات من اهتزاز الأوتار الفائقة وهي على نوعين: أوتار خيطية يعطي اهتزازاها كالمسنن الحلزوني الدوراني الموجة الكهرومغناطيسية، والنوع الثاني أوتار حلقية يعطي اهتززاها كالمسنن الحلقي الموجة الجاذبية الثقالية.
ولدى اتحاد موجتين بمكان بين أوتار خيطية كهرومغناطيسية وحلقية جاذبية تتحول الطاقة الاهتزازية الدورانية لطاقة مركزة بهذين الوترين وكأن مسننات هذه الأوتار المتحدة الخيطية والحلقية تختفي فلا تنتشر الطاقة منهما وتتركز عليهما بشكل جسيم يحدد كتلته طاقة اهتزاز الأوتار الحلقية(الموجة الجذبية الداخلة بتركيب الجسيم دون الذري ) وهو تأثير هيجز الكتلي، بينما يحدد شكل الجسيم واسمه طاقة اهتزاز الأوتار الخيطية (الموجة الكهرومغناطيسية الداخلة بتركيب الجسيم دون الذري).
وتسعى التجارب بمعجلات الجسيمات لفصل طاقة الموجة الجذبية للجسيم التي تتمثل بجسيمات هيجز الافتراضية عن طاقة الموجة الكهرومغناطيسية وقياسها.

## الفكرة الثانية
لكننا في التحولات بين المادة والطاقة تتحول كامل المادة لموجة كهرومغناطيسية كما أن الموجة الجذبية تتحول حركتها الاهتزازية من الأوتار الحلقية الجذبية إلى الخيطية الكهرومغناطيسية فلا نرى تأثير هيجز الكتلي يتحول لجذب
علماً بأن الجرافيتونات الافتراضية وهي جسيمات نقل قوة الجاذبية بين الكتل تتكون أيضاً من موجة جذب

## الفكرة الثالثة
أن دوران الجسيمات دون الذرية حول نفسها يحرر الأثر الكهرومغناطيسي للموجة الكهرومغناطيسية (أوتار خيطية كالمسنن الحلزوني ) الداخلة بتركيب الجسيم دون الذري والمختفية داخل كتلة الجسيم المكونة من أوتار حلقية جذبية والمحيطة بهذه الأوتار الخيطية الكهرومغناطيسية فيظهر نتيجة الدوران شحنة للجسيم بحسب جهة دوران الجسيم حول نفسه فإذا عكس الإلكترون السالب جهة دورانه حول نفسه تتغير شحنته للموجب فيصبح بوزيترون وكأن مسننات الوتر الخيطي بداخله الناتجة عن اهتزاز الوتر حلزونياً عكست أثرها الدوراني.